# Portaespía

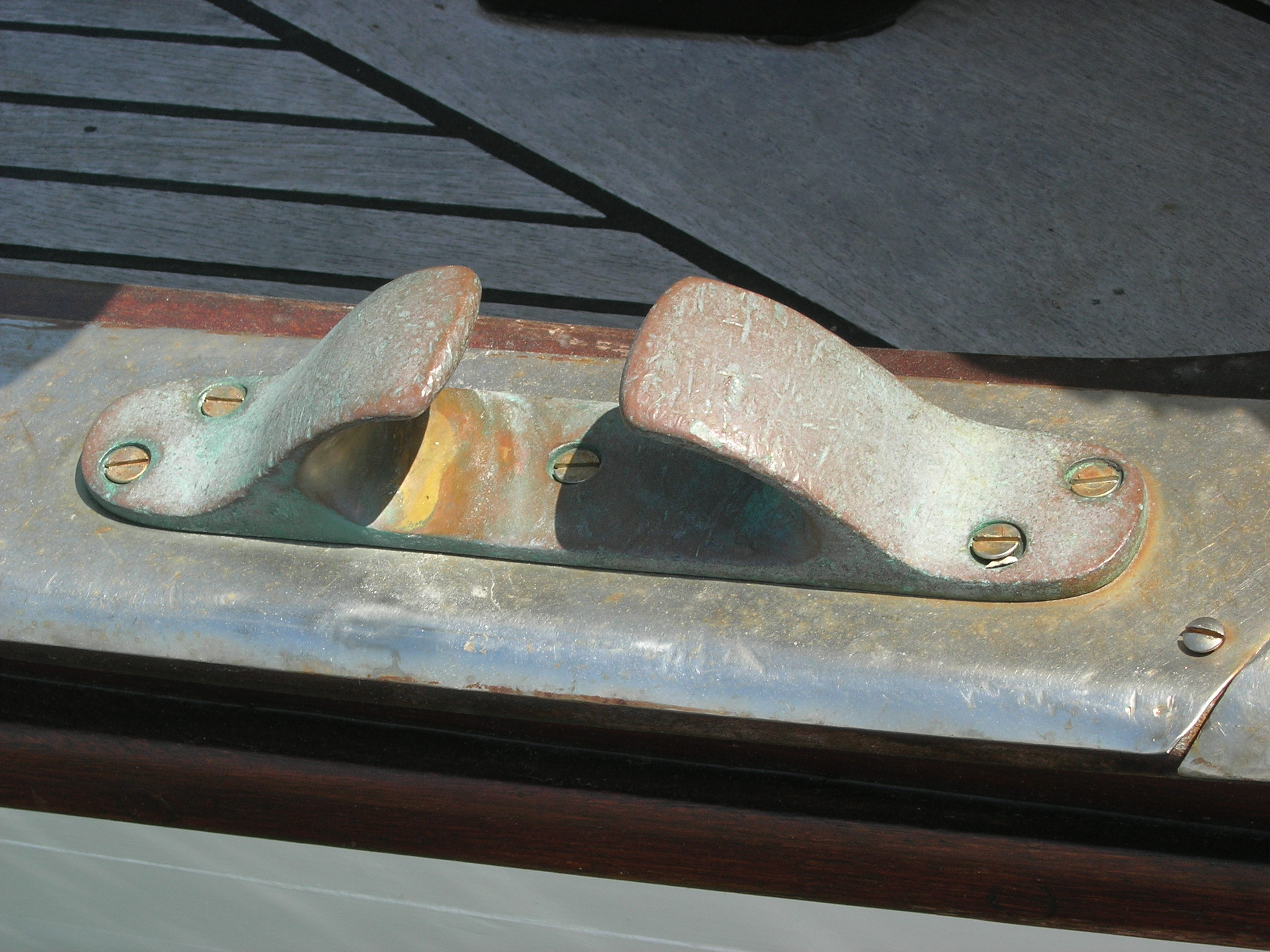
Portaespía abierto
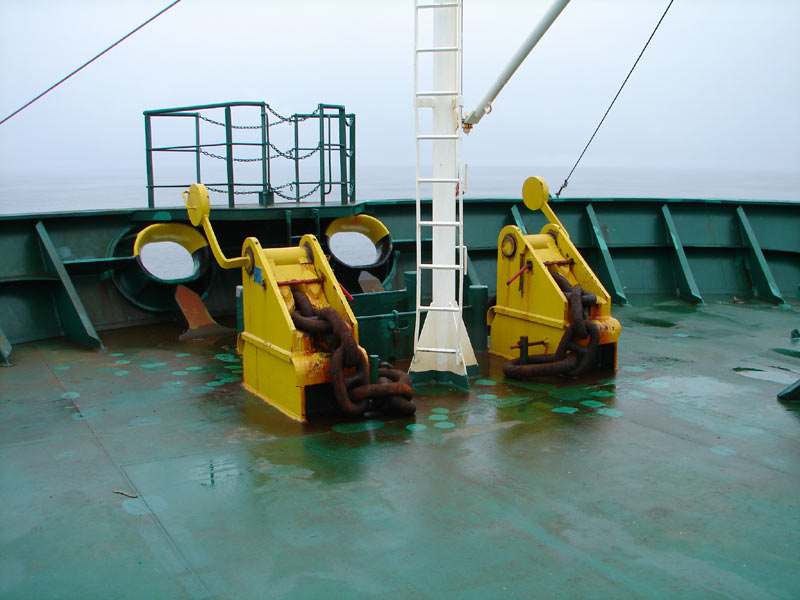
Portaespías pintados en negro y amarillo.

Los Portaespías son piezas de metal (bronce o acero) fundido con bordes redondeados por donde se pasan los cabos de amarre.
Existen portaespías abiertos y cerrados. Estos últimos, si bien más incómodos en la maniobra, son más seguros si se produce el corte de una amarra.
Se instalan en la borda y son el último punto de contacto con la embarcación de las amarras. Por esta razón son los puntos donde debe considerarse aplicada la fuerza ejercida por los cabos.
Los portaespías con rodillos verticales y horizontales, como los que ilustra la fotografía central, se denominan "Panamá", pues son los requeridos por las autoridades del canal.